# Aeropuerto de Mackenzie
El Aeropuerto de Mackenzie (del inglés: Mackenzie Airport) (IATA: YZY, OACI: CYZY) está ubicado a 1 MN (1,9 km; 1,2 mi) al noreste de Mackenzie, Columbia Británica, Canadá.

## Aerolíneas y destinos
- Northern Thunderbird Air
  - Vancouver / Aeropuerto Internacional de Vancouver